# Годзилла (звезда)
Годзилла — переменная звезда в галактике Sunburst Arc (Солнечная Дуга). Её красное смещение (z) составляет 2,38. Находится на расстоянии 10,9 миллиарда световых лет от Земли. Наблюдается через гравитационную линзу PSZ1 G311.65-18.48. Звезда испускает света как минимум в 134 000 000 раз больше, чем Солнце. Первоначально она была обнаружена в северо-западной дуге как возможное кратковременное событие на снимках, полученных с помощью космического телескопа «Хаббл».
По состоянию на 2023 год это самая яркая известная звезда во Вселенной. Это произошло благодаря тому, что светимость Годзиллы увеличивается на протяжении семи лет.
Некоторые спектральные особенности Годзиллы похожи на присущие другим переменным звёздам в Млечном Пути (например, таким как Эта Киля) и указывают на то, что Годзилла подходит к концу своей жизни.